# Fosíctids

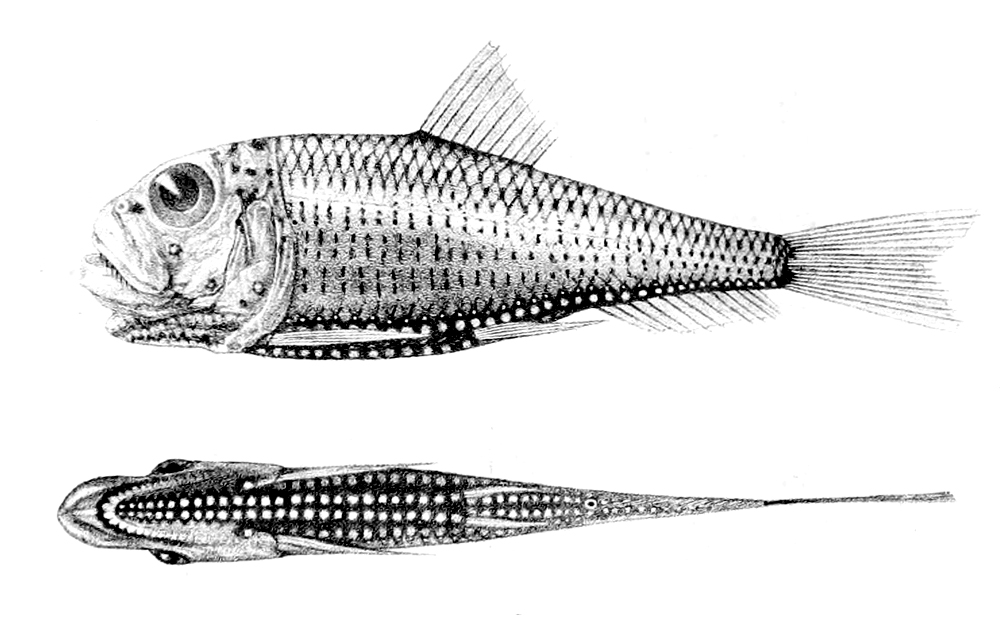
Ichthyococcus ovatus (il·lustració del 1888)

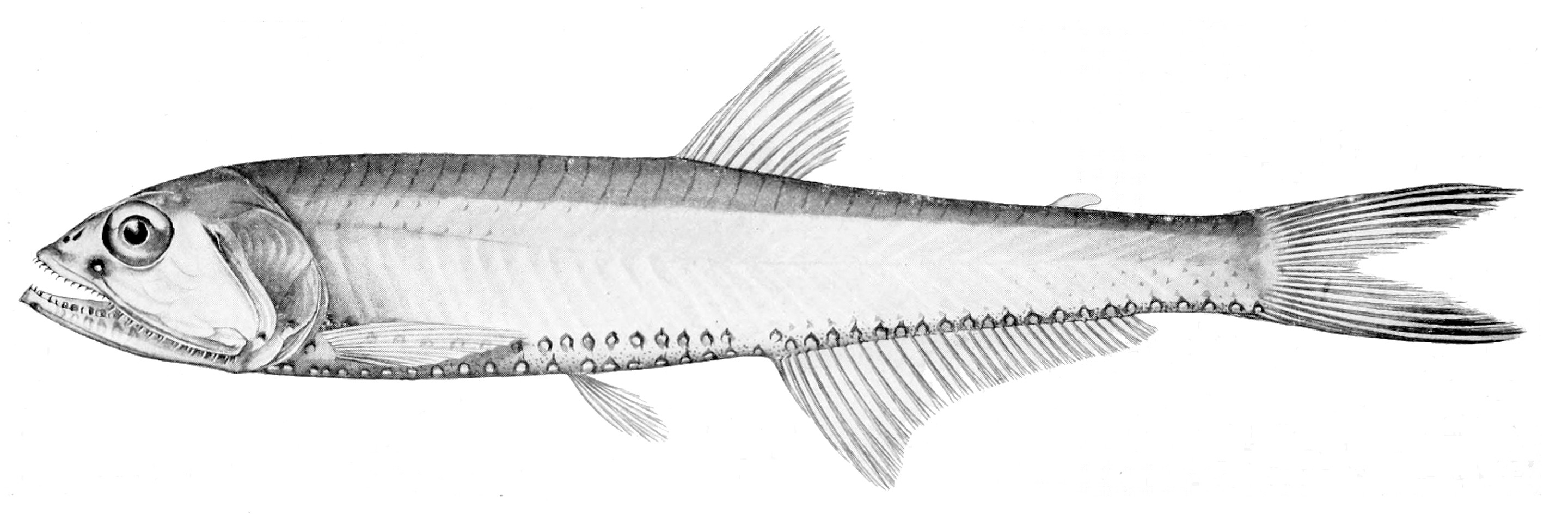
Polymetme illustris

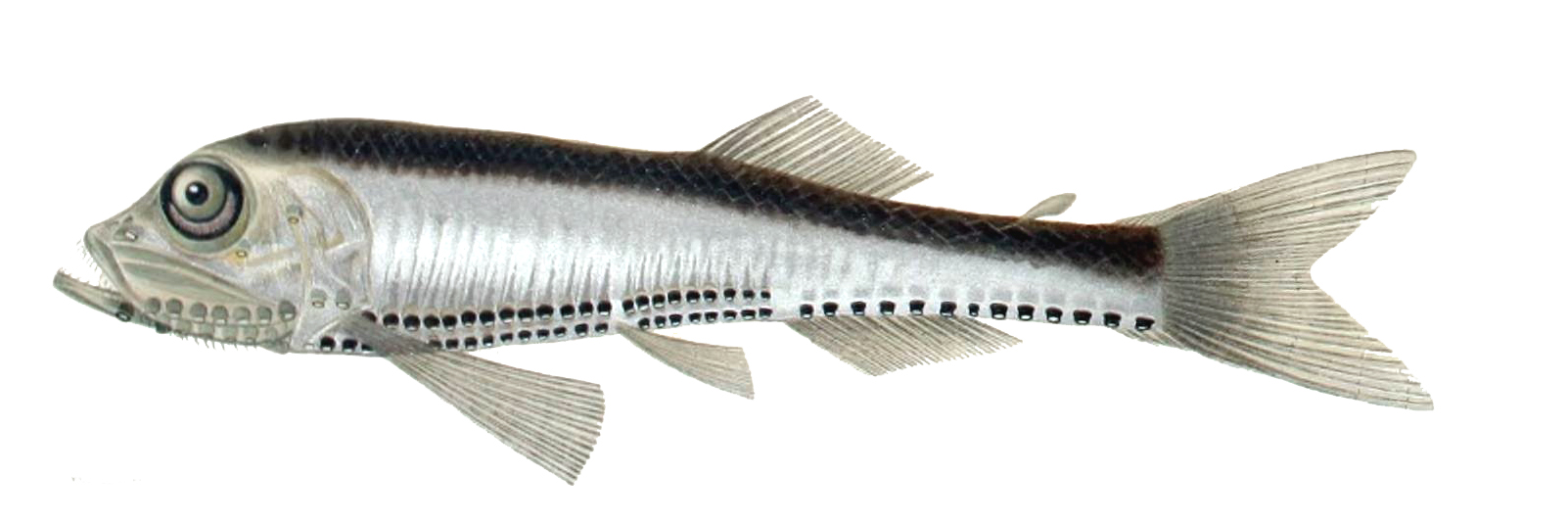
Vinciguerria attenuata

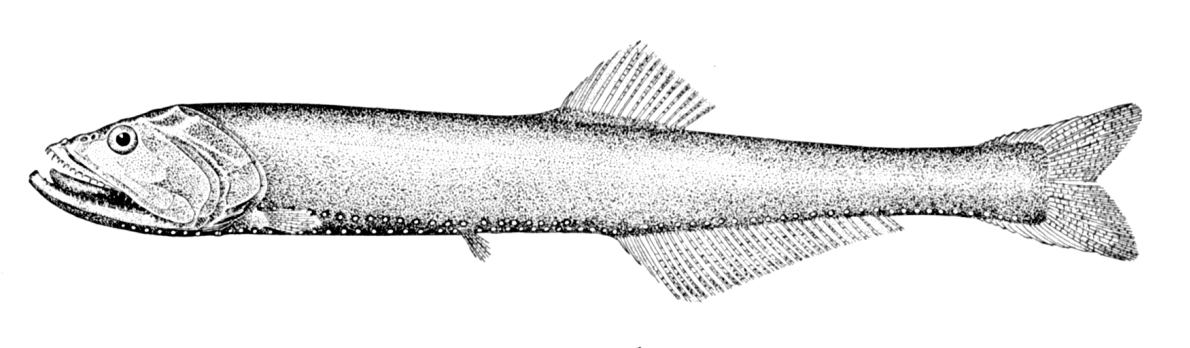
Yarrella blackfordi

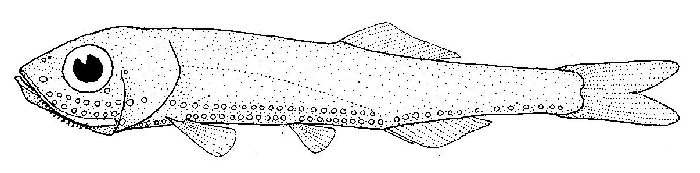
Vinciguerria nimbaria

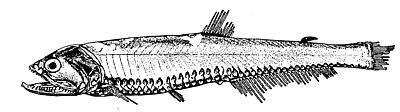
Polymetme corythaeola

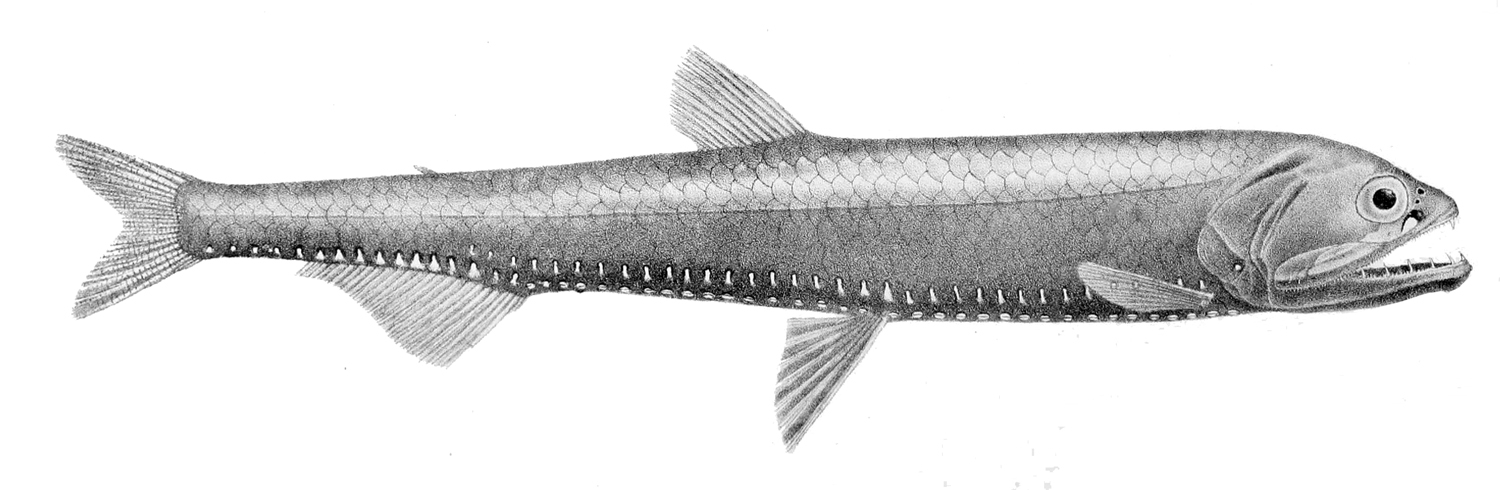
Phosichthys argenteus

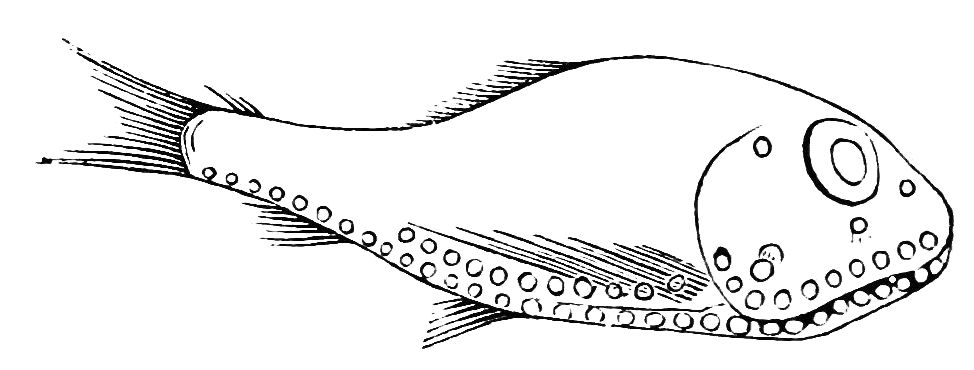
Ichthyococcus ornatus

Els fosíctids (Phosichthyidae) són una família de peixos teleostis marins pertanyent a l'ordre dels estomiformes.

## Etimologia
Del grec phos (llum) + ichthys (peix).

## Descripció
- La forma del cos (prim, allargat i comprimit) és similar a la dels gonostomàtids.
- La majoria de les seues espècies no creixen més de 10 cm de llargària total (com ara, les del gènere Vinciguerria que fan al voltant dels 4).
- Boca grossa.
- Brànquies ben desenvolupades.
- Fotòfors amb llum al llarg dels flancs en dues o més fileres (en general, dues fileres abans de l'origen de l'aleta anal).
- Branquispines ben desenvolupades.
- Totes les espècies presenten una aleta adiposa, llevat de les del gènere Yarella.
- Aleta dorsal amb 10-16 radis.
- Aletes pectorals i ventrals petites.
- Escates feblement unides.
- La metamorfosi va acompanyada per una contracció marcada del cos i el desenvolupament simultani de la majoria dels fotòfors ventrals.[3][4][5][6]

## Reproducció
Són ovípars amb larves i ous (esfèrics i petits) planctònics.

## Alimentació
Mengen invertebrats bentònics, principalment krill.

## Hàbitat
Generalment, són peixos oceànics amb algunes espècies bentopelàgiques. Els joves i els adults es mouen entre 200 i 800 m de fondària durant el dia, mentre que les larves acostumen a trobar-se a prop de la superfície. Algunes espècies són conegudes per fer migracions verticals diàries.

## Distribució geogràfica
Es troba als oceans Atlàntic, Índic i Pacífic.

## Gèneres i espècies
- Ichthyococcus  (Bonaparte, 1840)[7]
- Phosichthys  (Hutton, 1872)[8]
  - Phosichthys argenteus (Hutton, 1872)
- Pollichthys  (Grey, 1959)[9]
  - Pollichthys mauli (Poll, 1953)
- Polymetme (McCulloch, 1926)[10][11]
- Vinciguerria (Jordan & Evermann a Goode & Bean, 1896)[12]
- Woodsia  (Grey, 1959)[9]
  - Woodsia meyerwaardeni (Krefft, 1973)
  - Woodsia nonsuchae (Beebe, 1932)
- Yarrella  (Goode & Bean, 1896)[13]
  - Yarrella argenteola (Garman, 1899)
  - Yarrella blackfordi (Goode & Bean, 1896)[14][15][16][17]

## Observacions
Tot i llur petita mida, són molt abundants. Així, hom creu que Vinciguerria és (amb la possible excepció de Cyclothone) el gènere més abundant de tots els vertebrats: les xarxes d'arrossegament que pesquen a les aigües fondes del corrent de Humboldt al Pacífic sud-oriental han trobat que els peixos d'aquesta família constitueixen el 85% de la massa total dels peixos mesopelàgics (essent-ne Vinciguerria lucetia l'espècie més nombrosa).